# Las Leñas
Las Leñas é uma cidade da Argentina e um dos mais importantes centros de esqui e snowboard do país. Está situada no interior da Cordilheira dos Andes, em um vale homônimo, ao sul da província de Mendoza e noroeste do departamento de Malargüe.
A localidade foi sede em 1990 dos Jogos Pan-Americanos de Inverno e em 1992 sediou a 2ª reunião de cúpula do Mercosul.

## História
A Estação de esqui foi inaugurada em 1983. Hoje funciona como uma espécie de condomínio privado, com administração geral e estabelecimentos independentes.

## Geografia

### Localização
Las Leñas localiza-se a 450 quilômetros de Mendoza e a menos de 1.200 de Buenos Aires.
O acesso é feito por via aérea, de carro ou de ônibus. Existem voos diretos de Buenos Aires até o aeroporto de Malargüe e, de lá, um transfer até Las Leñas. Durante a temporada alta, também há voos de São Paulo, no Brasil, até Malargüe.
A rota de carro partindo de Buenos Aires inclui trechos das rodovia nacional 7, 188, 143, 144, 40 e provincial 222 até Las Leñas.

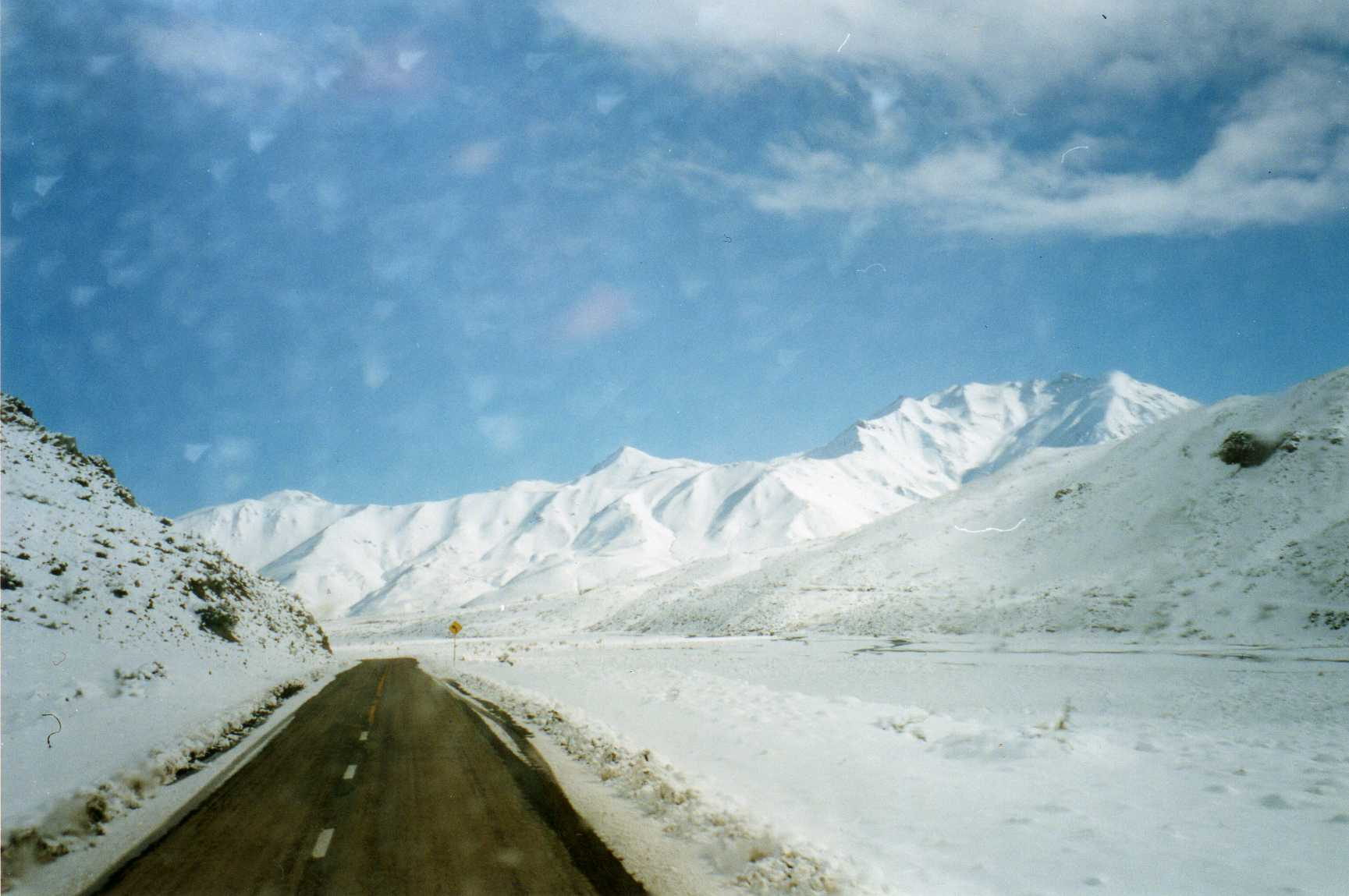
Rota para Las Leñas.

Distância entre Las Leñas e outras localidades:
- 1171 km, Buenos Aires
- 1075 km, Rosário
- 890 km, Córdoba
- 450 km, Mendoza
- 660 km, São João
- 209 km, São Rafael
- 125 km, Malargüe
- 785 km, Santiago de Chile

### Clima
O clima de Las Leñas é seco em comparação a áreas vizinhas, a temperatura vai do moderado durante o dia e com noites muito frias com médias que ficam entre -2 °C e 11 °C.

## Estação de esqui

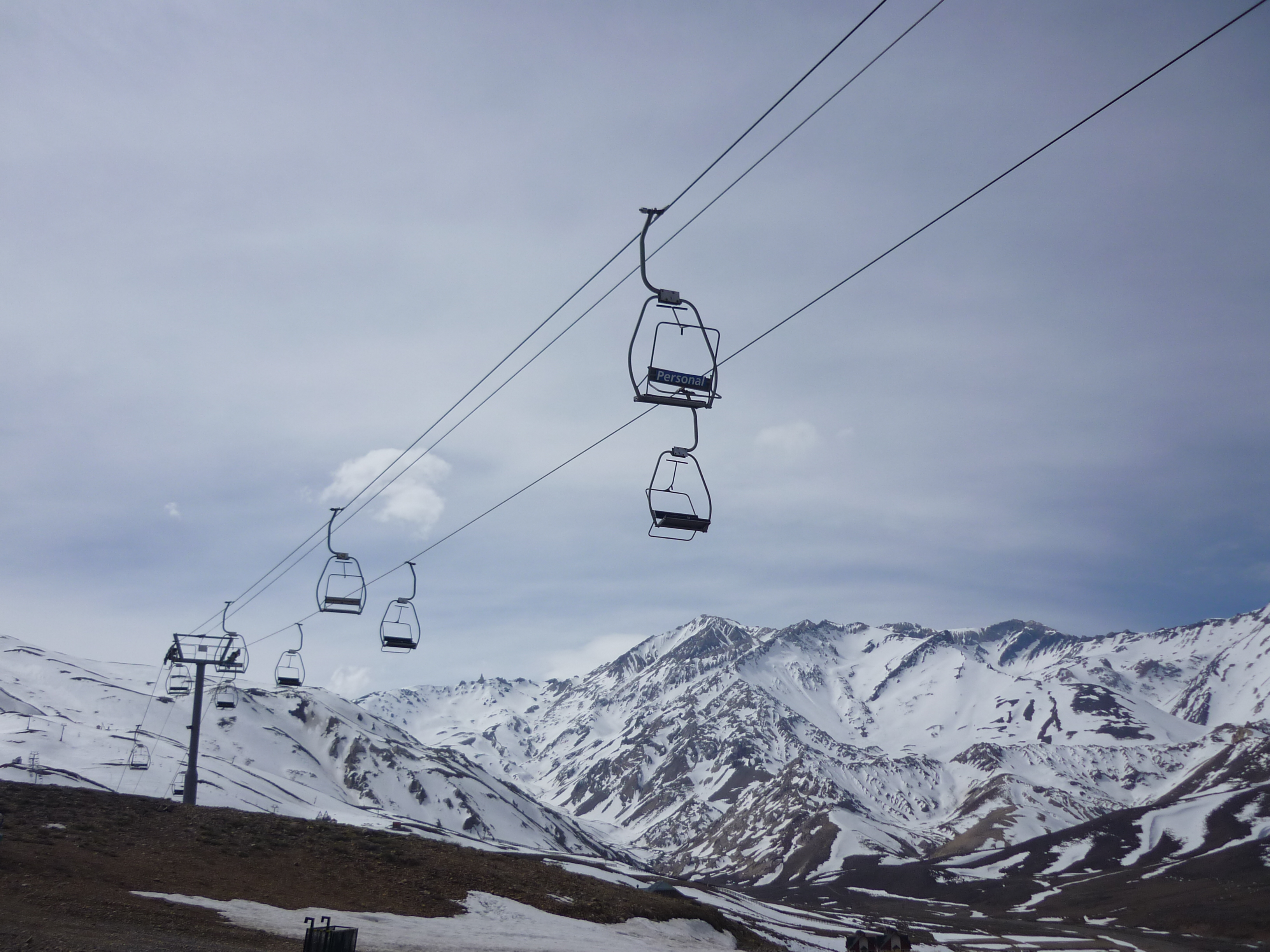
Teleférico no local.

O centro de esqui de Las Leñas é o mais alto da Argentina, apresenta um desnível de 1200 metros, com o máximo de 3430 metros e sua base de 2240 metros.
A abertura da temporada de esqui acontece em 11 de junho e vai até 24 de setembro.
A superfície da estação supera os 200 hectares. Sua estrutura conta com um estádio slalom e 29 pistas habilitadas com uma longitude máxima esquiável de mais de 7 mil metros, entre as que destaca-se uma das mais compridas do mundo para nível intermediário.
Por grau de dificuldade os percursos se dividem em verdes, para iniciantes, que perfazem 15% do total; azuis, para intermediários (45%); vermelhas, altas dificuldades (35%); e pretas, para especialistas (5% do total).

### Estrutura
O centro possui uma escola de esqui com professores que falam castelhano e português, um estádio de slalom, snowpark com diversos tipos de obstáculos para praticantes de snowboard, aluguel de equipamentos, além de restaurantes, cafés e lanchonetes ao longo das pistas e também alojamento (Incluindo hotel 5 estrelas e apart-hoteis), creche, assistência médica e museu institucional.